# أليكسيس تسيبراس
أليكسيس تسيبراس (باليونانية: Αλέξης Τσίπρας) (ولد في 28 يوليو 1974) سياسي يوناني يساري، عضو في البرلمان اليوناني، رئيس حزب سيناسبيزموس وزعيم المجموعة البرلمانية لائتلاف اليسار المتطرف (سيريزا).
فوّضه رئيس اليونان كارولوس بابولياس في 8 مايو 2012 بتشكيل حكومة ائتلاف بعد يوم من إقرار أنتونيس ساماراس من حزب الديمقراطية الجديدة بفشله في تشكيل ائتلاف، حيث يعطي المفوضون مدة 72 ساعة لتحقيق الغرض؛ وفي مساء 9 مايو أعلن تسيبراس أنه فشل في تشكيل حكومة ائتلاف.

## روابط خارجية
- أليكسيس تسيبراس على موقع IMDb (الإنجليزية)
- أليكسيس تسيبراس على موقع الموسوعة البريطانية (الإنجليزية)
- أليكسيس تسيبراس على موقع مونزينجر (الألمانية)
- أليكسيس تسيبراس على موقع قاعدة بيانات الفيلم (الإنجليزية)
- أليكسيس تسيبراس على موقع كينوبويسك (الروسية)